# Geordie Shore
Geordie Shore är en engelsk dokusåpa baserad i staden Newcastle upon Tyne. TV-serien har hämtat inspiration från den amerikanska succén Jersey Shore, och har därigenom blivit ett enormt populärt fenomen sedan premiären under det första kvartalet år 2010. Sedan dess har det blivit 21 säsonger.